# 白石普
白石 普（しらいし あまね、1970年11月21日 - ）は、日本のタイル職人。装飾に特化した美術タイルのデザイン、制作、施工を行う異能のタイル職人として知られる。代表作にスターバックス リザーブ ロースタリー東京のカップウォール、ジブリパーク「ジブリの大倉庫」タイル装飾など。 

## 略歴
東京都に生まれる。父は陶芸デザイナーの白石齊、母はイコン画家の白石孝子。ジャーナリストの白石草はひとつ上の姉である。1990年イタリア、ギリシャ各地を巡り古代のタイルに感動しタイル職人となる。1994年からモロッコ・フェズの陶彩モザイク（ゼッリージュ）工房に入り、モスク建築などに携わる。2003年に白石普タイルワークス設立。2017年にタイル絵師の吉永美帆子と美術タイルに特化した株式会社Euclid設立。2024年から始まった国内最大のタイルの祭典「CERASTA」を主導、日本にタイル文化を根付かせる活動に尽力いている。 

## 主な作品
- 2016年 - K邸（個人邸、愛知県）
- 2017年
  - W邸（個人邸、三鷹市）
  - Lalla Fatima（レストラン、渋谷区）
- 2018年
  - Y邸（個人邸、横浜市）
  - K邸（個人邸、世田谷区）
  - Faccie（美容院・港区）
- 2019年 
  - K邸（個人邸、神戸市）
  - 平河町かなや（レストラン、千代田区）
  - スターバックス リザーブ ロースタリー東京 TEAVANA カップウォール（カフェ、目黒区）
  - MARUWAアカデミーヒルズ 装飾タイル大浴場（保養所、軽井沢町）
- 2020年
  - A邸（個人邸、宝塚市）
  - 隣町珈琲 タイル装飾（カフェ、品川区）
  - BAMBOO EXPO 13にてコロナ収束を願うタイル壁画「青龍」（原画 小坂竜氏）制作
- 2021年
  - U邸（店舗付き住宅、千代田区）
  - INAXライブミュージアム トイレパーク（美術館、愛知県）
- 2022年
  - ジブリパークⅠ期
「ジブリの大倉庫」中央階段のタイル装飾（美術館、愛知県）
- 2023年
  - ジブリパークⅡ期
ハウルの城タイルキッチン、オキノ邸タイルストーブ（美術館、愛知県）
  - OLGA（ホテル、葉山町）
- 2024年
  - K邸（個人邸、中野区）

## 賞歴
- 2014年 -「タイル施工例コンペティション2014」 一般来場者賞
- 2017年 - 「第12回西洋美術振興財団賞」 文化振興賞

## 著書
- 「つくるガウディ」、LIXIL出版、2017年4月発行、ISBN 978-4-86480-911-5